# ABO Energy
Die ABO Energy GmbH & Co. KGaA ist ein Projektentwicklungsunternehmen für Anlagen der Energieversorgung aus erneuerbaren Energiequellen (Wind-, Sonnenenergie, Batteriespeicher und Wasserstoff) mit Sitz in Wiesbaden.

## Geschichte
Die Anfänge der Firma liegen im Jahr 1996, als Jochen Ahn und Matthias Bockholt die „Planungsgesellschaft zur Nutzung der Windkraft & anderer regenerativer Energien“ gründeten. Im Jahr 2000 wandelten sie die GmbH in eine Aktiengesellschaft und benannten sie in ABO Wind um. Der erste Teil des Firmennamens ist ein Akronym aus den Nachnamen der Gründer Ahn und Bockholt. Im Jahr 2023 stimmten die Aktionäre auf einer außerordentlichen Hauptversammlung für den Wechsel der Gesellschaftsform von der AG zur KGaA. Ziel war nach Aussage des Unternehmens, den Unternehmensgründern eine bestimmende Rolle im Unternehmen zu sichern, selbst wenn sie die Anteilsmehrheit verlieren sollten. Im Zuge der Rechtsformänderung wurde der Unternehmensname in ABO Energy geändert.
1998 ging der erste von ABO Energy projektierte Bürgerwindpark in Framersheim im Bundesland Rheinland-Pfalz ans Netz. Die älteste Tochtergesellschaft im Ausland ist die 2001 gegründete ABO Wind España S.A.U. in Valencia.
Bei der Hauptversammlung im Juni 2017 wählten die Aktionäre die frühere rheinland-pfälzische Wirtschafts- und Energieministerin Eveline Lemke in den Aufsichtsrat. Im Jahr 2024 bestellte das Amtsgericht Wiesbaden Jürgen Koppmann zum Aufsichtsrat. Er übernahm damit den Posten von Eveline Lemke. Die weiteren Mitglieder des Aufsichtsrats sind Dr. Alexander Thomas (Vorsitzender), Moritz Möller und Maike Schmidt sowie – als Vertreter der Arbeitnehmer – Natalie Hahner und Dr. Daniel Duben.
In den ersten 20 Jahren der Unternehmensgeschichte stand die Windkraft im Zentrum der Geschäftstätigkeit. Seit 2016 engagiert sich ABO Energy zudem in der Solarenergie. So sicherte sich ABO Energy bei einer Solar-Ausschreibung im Sommer 2018 in Griechenland Einspeisevergütungen für fünf Solarprojekte mit insgesamt 45 Megawatt Leistung.

## Geschäftstätigkeit
ABO Energy deckt international alle Stufen der Entwicklung Erneuerbarer-Energie-Projekte ab – Planung, Finanzierung, Bauüberwachung und -organisation. Aktuell ist das Unternehmen auf vier Kontinenten aktiv. Nach eigenen Angaben arbeitet ABO Energy an der Entwicklung neuer Projekte mit einer Gesamtleistung von rund 32 Gigawatt.
Bis Juli 2024 hat das Unternehmen rund 900 Windenergie-, Solar- und Batteriespeicher mit einer Nennleistung von mehr als 2,5 Gigawatt in Deutschland, Frankreich, Finnland, Spanien, Großbritannien, Griechenland, Ungarn, Bulgarien und der Republik Irland ans Netz gebracht. Weitere Erneuerbare-Energie-Projekte mit einer Nennleistung von drei Gigawatt hat ABO Energy bis zur Baureife entwickelt und dann verkauft – insbesondere in Argentinien, Spanien und Finnland. Meist mit Inbetriebnahme veräußert ABO Energy die Anlagen beispielsweise an Energieversorger, Genossenschaften oder institutionelle Investoren.
Als Dienstleistung bietet das Unternehmen die kaufmännische und technische Betriebsführung für Wind-, Solarparks sowie Batteriespeicher. Zudem bietet ABO Energy die Wartung und weitere Serviceleistungen an. Kunden sind Käufer der von ABO Energy projektierten Anlagen wie auch andere Betreiber wie beispielsweise Rheinenergie. Um die Sicherheit von Windkraftanlagen zu verbessern und den Zugang zu steuern, hat das Unternehmen das elektronische Schließsystem ABO Lock entwickelt. Im November 2022 hat ABO Energy Energieparks mit einem Gesamtvolumen von mehr als 2,5 Gigawatt Leistung unter Vertrag.

## Projekte
Auf früheren Abbauflächen um den Tagebau Jänschwalde in Briesnig errichtete ABO Energy 2018 einen Windpark mit fünf Windkraftanlagen des Typs Senvion 3.2M122 und setzte beim Fundamentbau spezielle Techniken ein, um die Standfestigkeit zu gewährleisten. So hat ABO Energy beispielsweise Naturkies als Füllmaterial mit Hilfe von Vibration und Wasserspülung in einer Tiefe von 40 bis 60 Metern ins Erdreich eingebracht.
Im Zusammenhang mit der Windparkplanung konzipiert und fördert ABO Energy das touristische Angebot zur Aufwertung des Umfelds. In Weilrod im Taunus hat das Unternehmen 2015 eine sogenannte Energie-Erlebnis-Tour eingerichtet, die über die Geschichte der Energienutzung an dem Standort informiert.
Im Jahr 2024 hat der Wiesbadener Projektierer mehr Genehmigungen für Windparks erhalten als je zuvor. ABO Energy erwirkte deutschlandweit Genehmigungen für Windkraftprojekte mit einer Gesamtleistung von 335 Megawatt. Diese Entwicklung erfolgte im Gleichschritt mit den bundesweiten Verbesserungen bei den Genehmigungsverfahren.
ABO Energy entwickelt zudem Hybridprojekte, bei denen Photovoltaikanlagen mit Batteriespeichern kombiniert werden. Im Rahmen der Innovationsausschreibungen der Bundesnetzagentur hat das Unternehmen bereits zahlreiche Tarifzuschläge für Hybridprojekte erhalten.
Für das Wasserstoff-Pilotprojekt im hessischen Hünfeld-Michelsrombach bei Fulda hat das Unternehmen am 30. September 2024 eine Genehmigung nach Bundes-Immissionsschutzgesetz erhalten. Im Juni 2025 wurde die Anlage eingeweiht und soll jährlich bis zu 450 Tonnen grünen Wasserstoff erzeugen. Sie besteht aus einer Windenergieanlage, einer grünen Wasserstofferzeugung und einer Wasserstofftankstelle mit Trailer-Abfüllanlage. Der erzeugte Wasserstoff wurde vom TÜV nach dem CertifHy EU RNFBO Voluntary Scheme für grünen Wasserstoff zertifiziert. Demnach wird ausschließlich Energie aus Erneuerbaren-Anlagen für die Wasserstoffproduktion verwendet. Das Projekt wurde im Rahmen des Nationalen Innovationsprogramms Wasserstoff- und Brennstoffzellentechnologie mit insgesamt zwölf Millionen Euro durch das Bundesministerium für Digitales und Verkehr gefördert.
Auch international arbeitet das Unternehmen an Wasserstoffprojekten. In der kanadischen Provinz Neufundland und Labrador befindet sich ein Wind- und Wasserstoffprojekt, das wettbewerbsfähigen grünen Wasserstoff und Ammoniak produzieren soll. ABO Energy hat 90 Prozent der Anteile am Projekt Toqlukuti'k Wind & Hydrogen an den dänischen Investor Copenhagen Infrastructure Partners (CIP) übertragen und bleibt als Minderheitsanteilseigner und Entwickler beteiligt.

## Unternehmen

### Struktur
Internationale Niederlassungen unterhält ABO Energy in Frankreich, Nordirland, Irland, Spanien, Ungarn, Argentinien, Kanada, Kolumbien, Südafrika sowie in Tunesien. In Deutschland ist ABO Energy am Unternehmenssitz in Wiesbaden sowie in Heidesheim bei Mainz und in Regionalbüros in Berlin, Rheinland-Pfalz, Niedersachsen, Nordrhein-Westfalen sowie im Saarland tätig.
ABO Energy hat einige Beteiligungen.
Zu den Tochterunternehmen zählen unter anderem internationale Planungsgesellschaften:
- ABO Wind SARL, Toulouse
- ABO Wind Espana S.A., Valencia
- ABO Wind OY, Helsinki
- ABO Wind Ireland Ltd., Dublin
- ABO Wind N.I. Ltd., Belfast
- ABO Wind Energias Renovables S.A., Buenos Aires
- ABO Wind UK Ltd., Livingston

Weitere Tochtergesellschaften decken einzelne Geschäftsfelder (zum Beispiel Biomassenutzung, Windparkmanagement etc.) ab – das sind unter anderem:
- ABO Wind Biomasse GmbH, Wiesbaden
- ABO Wind Betriebs GmbH, Wiesbaden
- ABO Wind Service GmbH, Heidesheim
- ABO Wind Sachverständigen GmbH, Heidesheim

Vormalige Tochtergesellschaften wie die ABO Invest AG oder die ABO Kraft & Wärme AG sind mittlerweile wirtschaftlich selbstständige Unternehmen.

### Aktie
Die Aktie notiert im elektronischen Xetra-Handel sowie im Freiverkehr diverser deutscher Börsen, unter anderem im Mittelstandssegment M:access der Münchener Börse. Die Aktien gehören zu jeweils rund 26 Prozent den Familien der beiden Gründer und Vorstände, Jochen Ahn und Matthias Bockholt. Zehn Prozent der Aktien hält der Frankfurter Energiedienstleister Mainova, die verbleibenden 38 Prozent sind im Streubesitz.

### Kapitalmaßnahmen
Eine 2018 bis 2019 umgesetzte Emission von Wandelanleihen brachte eine Stärkung des Eigenkapitals um 6,4 Millionen Euro. Ziel des Unternehmens war es, die beschleunigte Erweiterung der Geschäftstätigkeit um Photovoltaik sowie die weitere Internationalisierung zu finanzieren.

### Anleihen
In den Jahren 2021 (Emissionsvolumen: 42,6 Millionen Euro) und 2024 (Emissionsvolumen: 80 Millionen Euro) hat das Unternehmen nachrangige Anleihen begeben. Die Laufzeiten enden 2029 und 2030. Die 2024 emittierte Anleihe (ISIN: DE000A3829F5) wird im Freiverkehr der Börse Frankfurt gehandelt.